# Tabuleta de Sacará
A Tabuleta de Sacará ou Sacara, agora no Museu Egípcio, é uma antiga inscrição em pedra sobrevivente do período de Ramessés que compreende uma lista de faraós egípcios. Ela foi descoberta no ano de 1861, em Sacará, no Egito; encontrada dentro da tumba de Tejenri (ou Tejuneroi), um oficial (sumo-sacerdote e "Supervisor de Obras e Todos os Monumentos Reais") do Faraó Ramessés II.
A inscrição lista 58 reis, de Miebido e Bienequés (Primeira Dinastia) até Ramessés II (XIX  Dinastia), em ordem cronologicamente reversa, omitindo "governantes do Segundo Período Intermediário, os hicsos e os governantes que tinham sido próximos do "herege" Aquenáton". 
Os nomes (cada um cercado por uma borda conhecida como cartucho), dos quais apenas 47 sobreviveram ao tempo, foram severamente danificados.  Por conta dos danos, são muitas as imprecisões da inscrição; a menção de apenas quatro reis na III Dinastia, por exemplo. A cronologia do registro só é correta para os reis da XII Dinastia. Uma fotografia bem conhecida da lista de reis foi publicada em 1865. Imagens detalhadas e de alta resolução podem ser vistas online e dentro do livro Inside the Egyptian Museum de Zahi Hawass.

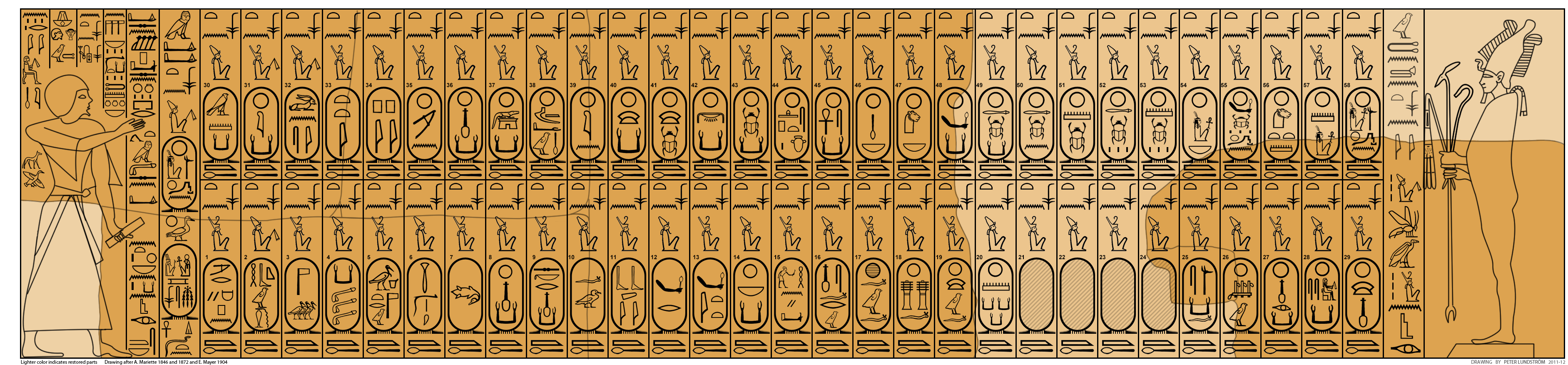
Desenho da Lista de Reis da Tabuleta de Sacará baseado em fotografias e desenhos de 1864-65. As partes esmaecidas representam fragmentos perdidos da tabuleta

## Faraós na lista
Os nomes são listados em ordem cronológica inversa, do canto superior direito para o canto inferior esquerdo, como deveriam ser lidos.
| Fileira superior | Fileira superior | Fileira superior         | Fileira inferior | Fileira inferior | Fileira inferior      |
| No.              | Faraó            | Nome escrito na lista    | No.              | Faraó            | Nome escrito na lista |
| ---------------- | ---------------- | ------------------------ | ---------------- | ---------------- | --------------------- |
| 1                | Ramessés II      | Usermaatrá Setepenrá     | 30               | Neferefré        | Caneferrá             |
| 2                | Seti I           | Menmaatrá                | 31               | Sisires          | Xepsescará            |
| 3                | Ramessés I       | Mempetirá                | 32               | Neferircaré      | Neferircará           |
| 4                | Horemebe         | Jeserqueperurá Setepenrá | 33               | Sefrés           | Saurá                 |
| 5                | Amenófis III     | Nebemaatrá               | 34               | Userquerés       | Usercafe              |
| 6                | Tutemés IV       | Menqueperurá             | 35               | Tânfetis?        | Nome destruído        |
| 7                | Amenófis II      | Aaqueperurá              | 36               | Biqueris?        | Nome destruído        |
| 8                | Tutemés III      | Menqueperrá              | 37               | Jedefeptá        | Nome destruído        |
| 9                | Tutemés II       | Aaqueperenrá             | 38               | Seberquerés      | Nome destruído        |
| 10               | Tutemés I        | Aaquepercará             | 39               | Miquerinos       | Nome destruído        |
| 11               | Amenófis I       | Jesercará                | 40               | Quéfren          | Cafrá                 |
| 12               | Amósis I         | Nebepetirá               | 41               | Ratoises         | Djedefré              |
| 13               | Mentuotepe II    | Nebepetré                | 42               | Quéops           | Cufu                  |
| 14               | Mentuotepe III   | Seancará                 | 43               | Seneferu         | Seneferu              |
| 15               | Amenemés I       | Seetepibrá               | 44               | Huni             | Huni                  |
| 16               | Sesóstris I      | Quepercará               | 45               | Mesócris         | Nebecará              |
| 17               | Amenemés II      | Nubecaurá                | 46               | Tireis           | Joserteti             |
| 18               | Sesóstris II     | Caqueperrá               | 47               | Joser            | Joser                 |
| 19               | Sesóstris III    | Cacaurá                  | 48               | Quenerés         | Bebi                  |
| 20               | Amenemés III     | Nimaatrá                 | 49               | Hujefa           | "Nome faltando"       |
| 21               | Amenemés IV      | Maatequerurá             | 50               | Sequemibe?       | Nefercasocar          |
| 22               | Esquemíofris     | Sobecará                 | 51               | Peribessene?     | Nefercará             |
| 23               | Pepi II          | Nefercará                | 52               | Setenés          | Seneje                |
| 24               | Merenré I        | Merenrá                  | 53               | Uenegue          | Uajelas               |
| 25               | Pepi I           | Pepi                     | 54               | Binótris         | Banetejeru            |
| 26               | Teti             | Teti                     | 55               | Queco            | Cacau                 |
| 27               | Unas             | Unis                     | 56               | Boco             | Baunetejer            |
| 28               | Tanquerés        | Maatecará                | 57               | Bienequés        | Quebeu                |
| 29               | Menquerés        | Mencauor                 | 58               | Miebido          | Merbapem              |

## Outras listas reais do Novo Reinado
- Lista Real de Abidos
- Lista Real de Carnaque
- Lista Real de Turim
- Lista Real de Medinet Habu